# That's the Way Love Goes
"That's the Way Love Goes" là một bài hát của nghệ sĩ thu âm người Mỹ Janet Jackson nằm trong album phòng thu thứ năm của cô, janet. (1993). Nó được phát hành vào ngày 20 tháng 4 năm 1993 bởi Virgin Records như là đĩa đơn đầu tiên trích từ album. Bài hát được viết lời và sản xuất bởi Jackson và bộ đôi Jimmy Jam & Terry Lewis, những cộng tác viên quen thuộc xuyên suốt sự nghiệp của cô, trong đó sử dụng đoạn nhạc mẫu từ bài hát năm 1974 của James Brown "Papa Don't Take No Mess" (1974). "That's the Way Love Goes" đánh dấu bước khởi đầu cho sự thay đổi trong âm nhạc của Jackson qua việc đề cập đến tình dục, một hình ảnh hoàn toàn tương phản so với những tác phẩm trước đây của nữ ca sĩ. Đây là một bản R&B mang giai điệu chậm, trong đó kết hợp với những yếu tố của pop, funk và soul, bên cạnh một số giai điệu của downtempo và nhạc hip hop.
Sau khi phát hành, "That's the Way Love Goes" nhận được những phản ứng tích cực từ các nhà phê bình âm nhạc, trong đó họ đánh giá cao quá trình sản xuất của nó và nhận xét giọng hát của Jackson mang tính "biểu tượng" và "hoành tráng". Bài hát cũng gặt hái những thành công vượt trội về mặt thương mại, đứng đầu các bảng xếp hạng ở Úc, Canada và New Zealand, và lọt vào top 10 ở nhiều quốc gia khác như Đan Mạch, Phần Lan, Đức, Ireland, Hà Lan, Thụy Điển và Vương quốc Anh. Tại Hoa Kỳ, "That's the Way Love Goes" đã trở thành bản hit lớn nhất trong sự nghiệp của Jackson, đứng đầu bảng xếp hạng Billboard Hot 100 trong tám tuần, dài nhất trong số tất cả những đĩa đơn của bất kỳ thành viên nào của gia đình Jackson trên bảng xếp hạng. Đây là đĩa đơn quán quân thứ sáu trong sự nghiệp của nữ ca sĩ tại Hoa Kỳ, đồng thời là một trong những đĩa đơn trụ vững trên bảng xếp hạng lâu nhất năm.
Video ca nhạc cho "That's the Way Love Goes" được đạo diễn bởi René Elizondo, Jr., trong đó Jackson trình diễn bài hát và vui đùa với những người bạn của cô trong một ngôi nhà. Nó đã nhận được nhiều lời tán dương từ giới chuyên môn, và nhận được ba đề cử tại giải Video âm nhạc của MTV năm 1993 cho Video xuất sắc nhất của nữ ca sĩ, Video Dance xuất sắc nhất và Video có vũ đạo xuất sắc nhất, nhưng không thắng giải nào. Ngoài ra, video còn có sức ảnh hưởng đến một số tác phẩm của những nghệ sĩ khác, bao gồm Ciara và Prince. Để quảng bá bài hát, Jackson đã trình diễn "That's the Way Love Goes" trên nhiều chương trình truyền hình và lễ trao giải, như Top of the Pops và giải Video âm nhạc của MTV năm 1993, cũng như trong tất cả những chuyến lưu diễn của cô kể từ khi phát hành.
Được ghi nhận là một trong những bài hát trứ danh trong sự nghiệp của Jackson, "That's the Way Love Goes" đã gặt hái nhiều giải thưởng và đề cử tại những lễ trao giải lớn, bao gồm hai đề cử giải Grammy cho Trình diễn giọng R&B nữ xuất sắc nhất và Bài hát R&B xuất sắc nhất tại lễ trao giải thường niên lần thứ 36, và chiến thắng giải sau. Nó cũng được hát lại bởi một số nghệ sĩ như Bruno Mars và 'N Sync, và được trích dẫn trong việc tạo nên nguồn cảm hứng cho âm nhạc của Britney Spears và Nelly Furtado, cũng như được sử dụng làm nhạc mẫu trong nhiều bài hát của Alicia Keys, Destiny's Child, và Utada Hikaru. Bài hát cũng xuất hiện trong những album tuyển tập của nữ ca sĩ, như Design of a Decade: 1986-1996 (1995), Number Ones (2009) và Icon: Number Ones (2010).

## Danh sách bài hát
| Đĩa CD tại Anh quốc Đĩa CD maxi tại Đức 1. "That's the Way Love Goes" (CJ R&B 7" Mix) – 4:10 2. "That's the Way Love Goes" (That's the Remix (We Aimsta Win)) – 5:14 3. "That's the Way Love Goes" (bản LP) – 4:25 4. "That's the Way Love Goes" (không lời) – 4:20 Đĩa CD maxi tại Hà Lan 1. "That's the Way Love Goes" (bản LP) – 4:25 2. "That's the Way Love Goes" (CJ R&B 7" Mix) – 4:10 3. "That's the Way Love Goes" (CJ R&B 12" Mix) – 6:16 4. "That's the Way Love Goes" (CJ FXTC Club Mix 12") – 6:23 5. "That's the Way Love Goes" (Macapella) – 6:22 6. "That's the Way Love Goes" (CJ FXTC không lời) – 6:14 Đĩa 7" quảng cáo tại Anh quốc Đĩa 7" quảng cáo tại Hoa Kỳ Đĩa CD tại Nhật Bản 1. "That's the Way Love Goes" (bản LP) – 4:25 2. "That's the Way Love Goes" (không lời) – 4:25 Đĩa 12" tại Anh quốc 1. "That's the Way Love Goes" (CJ R&B 12" Mix) – 6:16 2. "That's the Way Love Goes" (bản LP) – 4:25 3. "That's the Way Love Goes" (Macapella) – 6:22 4. "That's the Way Love Goes" (CJ FXTC Club Mix 12") – 6:23 5. "That's the Way Love Goes" (CJ FXTC Dub) – 6:14 6. "That's the Way Love Goes" (CJ FXTC không lời) – 6:14 | Đĩa 12" tại Hoa Kỳ 1. "That's the Way Love Goes" (CJ R&B 12" Mix) – 6:16 2. "That's the Way Love Goes" (bản LP) – 4:25 3. "That's the Way Love Goes" (CJ FXTC Club Mix 12") – 6:23 4. "That's the Way Love Goes" (CJ FXTC Dub) – 6:14 Đĩa CD quảng cáo tại Hoa Kỳ 1. "That's the Way Love Goes" (That's the Remix (We Aimsta Win) #1) – 5:42 2. "That's the Way Love Goes" (That's the Remix (We Aimsta Win) #2) – 5:14 3. "That's the Way Love Goes" (That's the Remix (We Aimsta Win không lời)) – 5:42 Đĩa CD maxi tại Hoa Kỳ 1. "That's the Way Love Goes" (CJ R&B 7" Mix) – 4:10 2. "That's the Way Love Goes" (CJ R&B 12" Mix) – 6:16 3. "That's the Way Love Goes" (CJ FXTC Club Mix 12") – 6:23 4. "That's the Way Love Goes" (Macapella) – 6:22 5. "That's the Way Love Goes" (CJ FXTC không lời) – 6:14 6. "That's the Way Love Goes" (bản LP) – 4:25 |

## Danh sách các bản phối chính thức
| - Bản album – 4:25 - Bản không lời – 4:25 - Bản A/C chỉnh sửa – 4:18 - Bản phối trực tiếp tại Giải Video âm nhạc của MTV – 5:48 - CJ R&B 7" Mix – 4:10 - CJ R&B 12" Mix – 6:16 - CJ FXTC Club Mix – 6:23 - CJ FXTC Dub – 6:14 - CJ FXTC không lời – 6:14 - CJ Mackintosh Piano Dub (chưa được phát hành) - Macapella – 6:22 | - That's the Remix (We Aimsta Win) #1 – 5:42 - That's the Remix (We Aimsta Win) #2 – 5:14 - That's the Remix (We Aimsta Win không lời) – 5:42 |

## Xếp hạng
| Bảng xếp hạng (1993)                     | Vị trí cao nhất |
| ---------------------------------------- | --------------- |
| Úc (ARIA)                                | 1               |
| Áo (Ö3 Austria Top 40)                   | 16              |
| Bỉ (Ultratop 50 Wallonia)                | 12              |
| Canada (RPM)                             | 1               |
| Canada Adult Contemporary (RPM)          | 10              |
| Canada Dance/Urban (RPM)                 | 2               |
| Đan Mạch (Tracklisten)                   | 9               |
| Châu Âu (European Hot 100 Singles)       | 7               |
| Phần Lan (Suomen virallinen lista)       | 3               |
| Pháp (SNEP)                              | 15              |
| Đức (Official German Charts)             | 9               |
| Ireland (IRMA)                           | 8               |
| Hà Lan (Dutch Top 40)                    | 5               |
| Hà Lan (Single Top 100)                  | 7               |
| New Zealand (Recorded Music NZ)          | 1               |
| Thụy Điển (Sverigetopplistan)            | 7               |
| Thụy Sĩ (Schweizer Hitparade)            | 11              |
| Anh Quốc (OCC)                           | 2               |
| Anh Quốc R&B (OCC)                       | 1               |
| Hoa Kỳ Billboard Hot 100                 | 1               |
| Hoa Kỳ Adult Contemporary (Billboard)    | 16              |
| Hoa Kỳ Hot R&B/Hip-Hop Songs (Billboard) | 1               |
| Hoa Kỳ Dance Club Songs (Billboard)      | 1               |
| Hoa Kỳ Pop Airplay (Billboard)           | 1               |
| Hoa Kỳ Rhythmic (Billboard)              | 1               |

| Bảng xếp hạng (1993)                 | Vị trí |
| ------------------------------------ | ------ |
| Australia (ARIA)                     | 17     |
| Belgium (Ultratop 50 Flanders)       | 52     |
| Canada (RPM)                         | 3      |
| Canada Adult Contemporary (RPM)      | 67     |
| Canada Dance/Urban (RPM)             | 16     |
| Denmark (Tracklisten)                | 44     |
| Europe (European Hot 100 Singles)    | 41     |
| Germany (Official German Charts)     | 39     |
| Japan (Tokyo Hot 100)                | 2      |
| Netherlands (Dutch Top 40)           | 20     |
| Netherlands (Single Top 100)         | 42     |
| New Zealand (Recorded Music NZ)      | 11     |
| Switzerland (Schweizer Hitparade)    | 32     |
| UK Singles (Official Charts Company) | 43     |
| US Billboard Hot 100                 | 4      |
| US Hot Dance Club Songs (Billboard)  | 28     |
| US Hot R&B/Hip-Hop Songs (Billboard) | 3      |

| Bảng xếp hạng (1990–99) | Vị trí |
| ----------------------- | ------ |
| US Billboard Hot 100    | 17     |

## Chứng nhận
| Quốc gia                                                                           | Chứng nhận | Số đơn vị/doanh số chứng nhận |
| ---------------------------------------------------------------------------------- | ---------- | ----------------------------- |
| Úc (ARIA)                                                                          | Bạch kim   | 70.000^                       |
| New Zealand (RMNZ)                                                                 | Vàng       | 5.000*                        |
| Anh Quốc (BPI)                                                                     | Bạc        | 200.000^                      |
| Hoa Kỳ (RIAA)                                                                      | Bạch kim   | 1,100,000                     |
| * Chứng nhận dựa theo doanh số tiêu thụ. ^ Chứng nhận dựa theo doanh số nhập hàng. |            |                               |